# Nowy Kawęczyn
Nowy Kawęczyn ist ein Dorf im Powiat Skierniewicki der Woiwodschaft Łódź in Polen. Es ist Sitz der gleichnamigen Landgemeinde mit 3373 Einwohnern (Stand 31. Dezember 2020).
Das Dorf im Zentrum des Landes hat etwa 110 Einwohner.

## Gemeinde
Zur Landgemeinde (gmina wiejska) Nowy Kawęczyn mit einer Fläche von 104,4 km² gehören das Dorf selbst und 21 weitere Dörfer mit Schulzenämtern (sołectwa).

## Verkehr
Durch das Dorf führt die Woiwodschaftsstraße 707, die Nowy Kawęczyn im Norden mit Skierniewice und im Süden mit Rawa Mazowiecka verbindet.
In jeweils etwa 60 Kilometern Entfernung liegen die internationalen Flughäfen Łódź, südwestlich, und Warschau, nordöstlich.